# Linia kolejowa Hannover – Minden
Linia kolejowa Hanower-Minden – jedna z najważniejszych linii kolejowych w Dolnej Saksonii i w Niemczech. Łączy stolicę Dolnej Saksonii Hanower przez Wunstorf, Stadthagen i Bückeburg z Minden, Osnabrück, Amsterdamem i Zagłębim Ruhry. Jej długość wynosi 64,4 km.